# إيدي طومسون
إيدي طومسون (Eddie Thomson) (مواليد 25 فبراير 1947)، هو لاعب كرة قدم سابق كان يلعب كمدافع.

## وصلات خارجية
- إيدي طومسون على موقع الاتحاد الدولي (مؤرشف)  (الإنجليزية)
- إيدي طومسون على موقع قاعدة بيانات كرة القدم.إي يو (الإنجليزية)
- إيدي طومسون على موقع Soccerway.com (الإنجليزية)
- إيدي طومسون على موقع عالم كرة القدم.نت (الإنجليزية)
- إيدي طومسون على موقع أوليمبيديا (الإنجليزية)
- J.League Data Site (باليابانية)